# First (Kandersteg)
First är en bergstopp i Schweiz.   Den ligger i distriktet Frutigen-Niedersimmental och kantonen Bern, i den centrala delen av landet, 50 km söder om huvudstaden Bern. Toppen på First är 2 549 meter över havet, eller 141 meter över den omgivande terrängen. Bredden vid basen är 2,9 km.
Terrängen runt First är huvudsakligen mycket bergig. Närmaste större samhälle är Adelboden, 6,5 km väster om First. 
Trakten runt First består i huvudsak av gräsmarker. Runt First är det glesbefolkat, med 14 invånare per kvadratkilometer.